# Quintette pour piano et cordes de Franck
Pour les articles homonymes, voir Quintette pour piano et cordes.
Le Quintette pour piano et cordes en fa mineur FWV 7 est une œuvre de musique de chambre pour piano, deux violons, alto et violoncelle de César Franck.

## Histoire

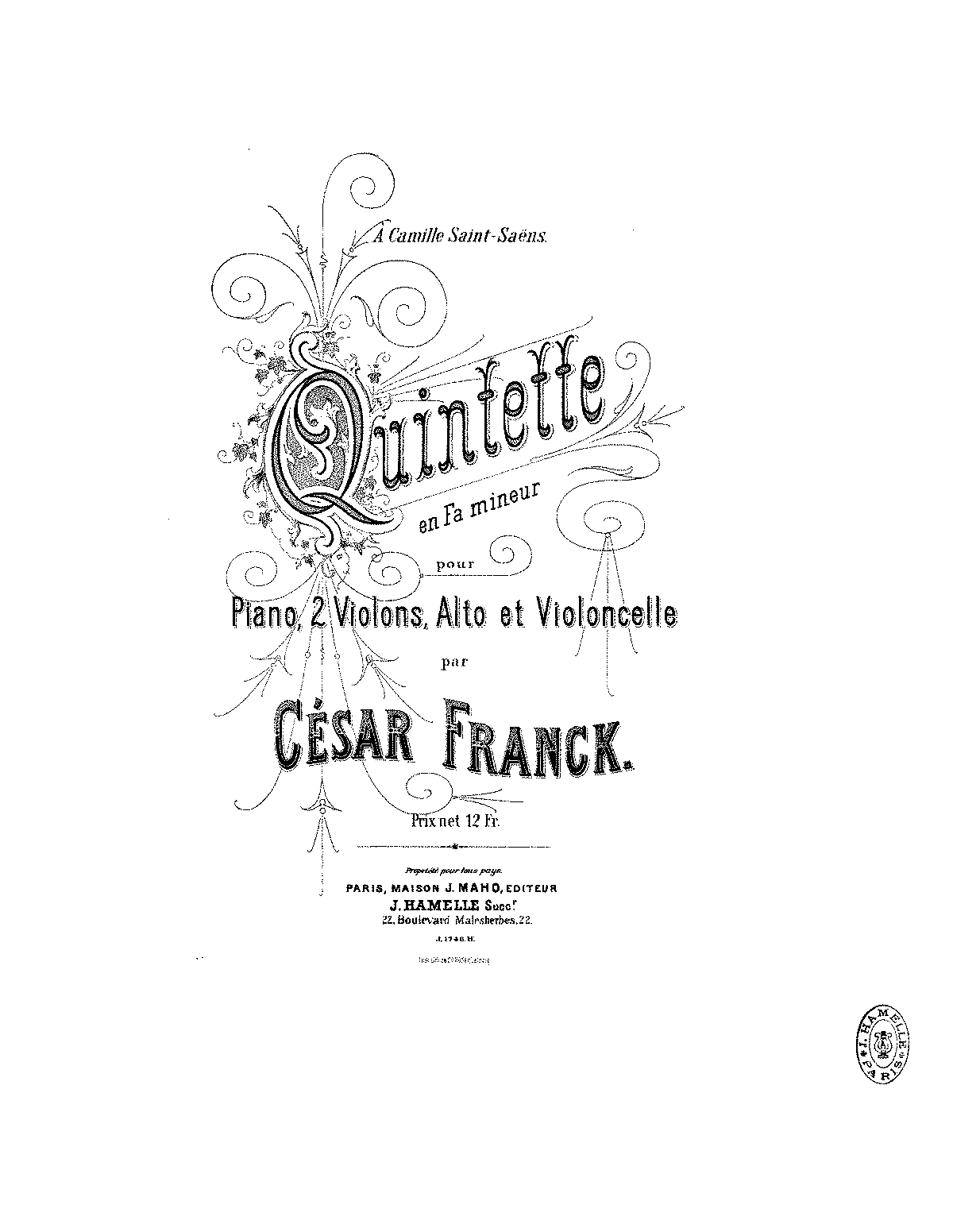
Page de titre de la première édition de la partition (édition J. Hamelle).

Composé en 1879 et dédié à Camille Saint-Saëns, le Quintette est créé le 17 janvier 1880 à la Société nationale de musique par le quatuor Marsick avec Saint-Saëns au piano. L’accueil de ce dernier est plutôt réservé alors que Claude Debussy, fervent admirateur, y voit de la vraie musique. L'accueil public est favorable mais sans lendemain.
Certaines tournures mélodiques sont déjà dans la veine de la Sonate pour violon et piano (1886), qui deviendra célèbre.

## Structure
L'œuvre se compose de trois mouvements :
1. Molto moderato quasi lento
2. Lento con molto sentimento (en la mineur, à 
)
3. Allegro non troppo ma con fuoco (en fa majeur, à 
)

La durée d'exécution est d'environ quarante minutes.

## Analyse
Le premier mouvement débute sur un ton dramatique qui se développe ensuite dans un discours puissant et passionné. Le deuxième mouvement est d'un caractère plus élégiaque, et se présente comme une longue aria où le piano dialogue avec le quatuor à cordes dans un discours musical aux contours harmoniques complexes. Le final reprend les thèmes exposés aux mouvements précédents dans une atmosphère fougueuse, créant une sorte de dramaturgie musicale qui se tend sans discontinuité jusqu'à la coda finale.

## Réception
L'œuvre est notamment jouée en février 1920 à la salle Gaveau par le Quatuor tchèque, composé de Karel Hoffmann, Josef Suk, Jiří Herold (cs) et Hanuš Wihan. La partie de piano était tenue par Blanche Selva.

## Discographie sélective
- Marc-André Hamelin et Quatuor Takács en 2015
- Michel Plasson et l'Orchestre National du Capitole de Toulouse en 2007
- Gabriel Tacchino et le Quatuor Athenaeum-Enesco en 1992
- John Bingham (en) et Quatuor Medici (en) en 1988
- Sviatoslav Richter et Quatuor Borodine en 1986

## Source
- François-René Tranchefort (dir.), Adélaïde de Place, Pierre-Émile Barbier et Harry Halbreich, Guide de la musique de chambre, Fayard, 1989 (ISBN 2-213-02403-0 et 978-2-213-02403-5, OCLC 21318922, lire en ligne)